# Kolkata

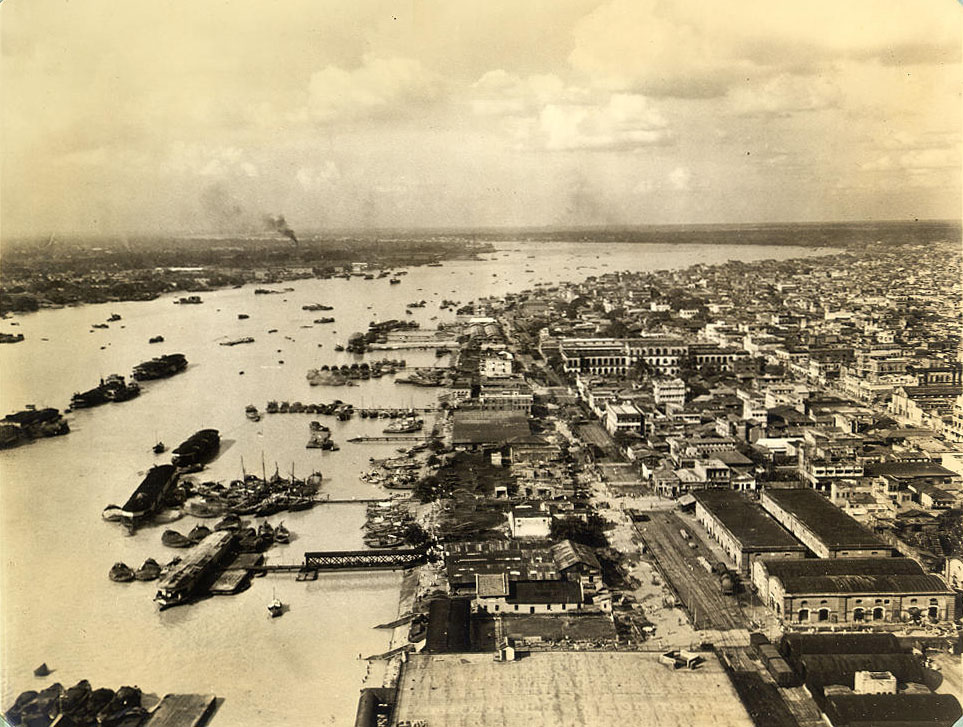
Kolkata kikötője 1945-ben. Fontos katonai kikötő volt a második világháború során

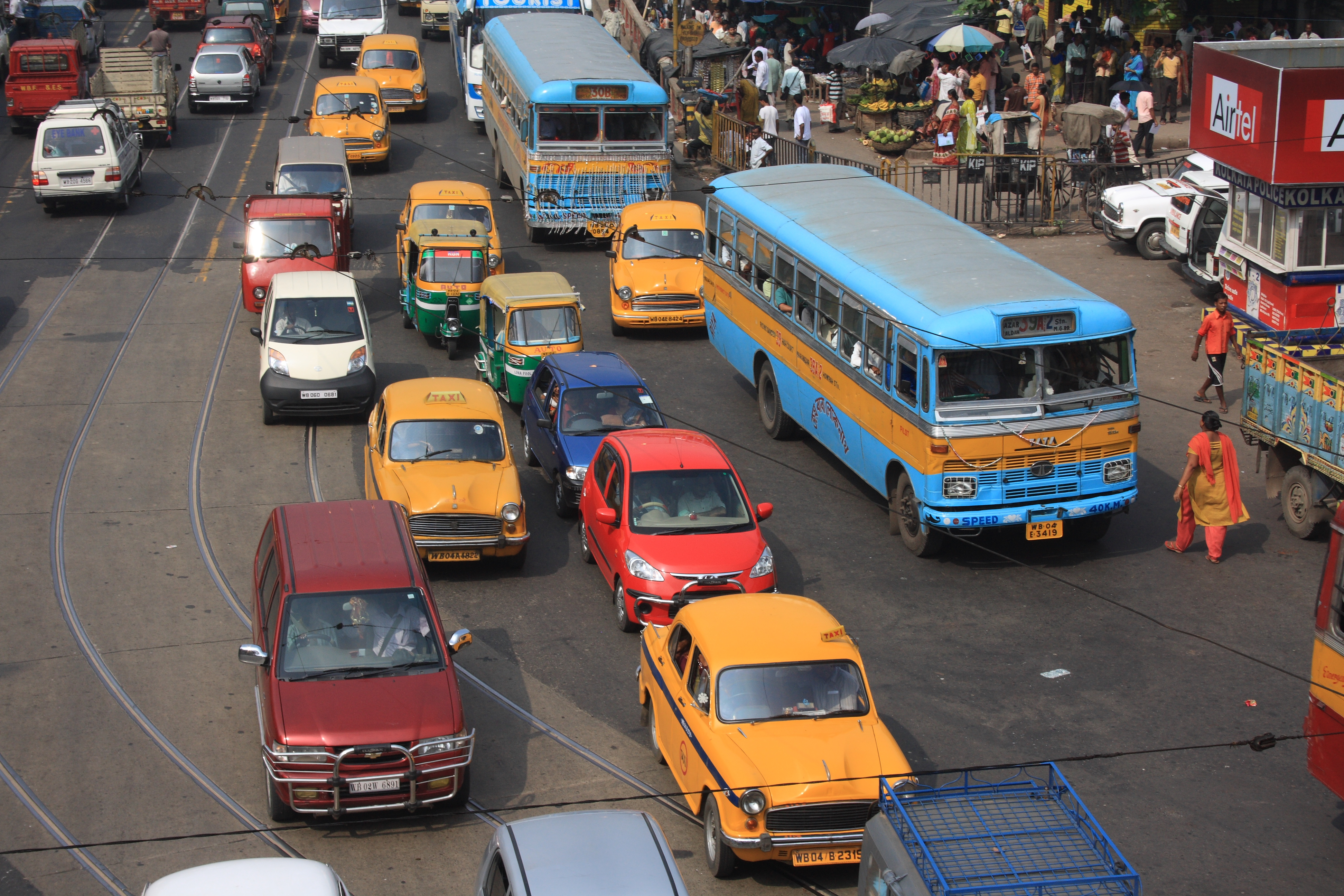
Utcakép

Kolkata (bengáliul: কলকাতা, IPA:kɒlˈkɑːtə, magyaros átírásban Kalkáta) vagy régi nevén: Kalkutta (angol: Calcutta) az északkelet-indiai Nyugat-Bengál állam fővárosa, amely a Húgli (Hooghly) folyó, a Gangesz-delta legnyugatibb ága partján helyezkedik el. Nevét a hindu mitológia egyik közismert alakjáról, a bosszúálló Káli istennőről kapta, akinek szentélye a Kálighát nevű negyedben található.
1772-ben, kiérdemelve a Brit Birodalom (London után) második városa címet, Brit India, a „rádzs“ – a brit uralom – fővárosa lett. Infrastruktúrája is ennek megfelelően épült ki. Neoklasszicista középületei angliai épületek mintájára készültek. Az egyik tibeti útja során Dardzsilingben elhunyt és eltemetett Kőrösi Csoma Sándor az 1784-ben alapított az Ázsiai Társaság Choringee úton álló épületében írta meg az első tibeti-angol szótárt. India hetedik legnépesebb városa. Elővárosokkal együtt a Föld tizennyolcadik legnépesebb várostömörülése.
Kolkata hanyatlása 1869-ben, a Szuezi-csatorna megnyitásával kezdődött, majd 1911-ben, amikor a brit gyarmati kormányzat Új-Delhibe költözött, tovább folytatódott. A megfogyatkozott költségvetéssel a városépítés képtelen volt követni a hihetetlen népszaporulatot. 1947-ben a felszabaduláskor Brit Indiát három részre osztották. Kelet-Pakisztánból (a mai Bangladesből) hindu menekültek tömege lepte el a várost. Korábban az oktatás, a tudomány, a kultúra és a politika központja volt, az ország 1947-es függetlenné válása után azonban gazdasága stagnálni kezdett, de az ezredforduló óta ismét nagy fejlődés tapasztalható. A többi nagyvároshoz hasonlóan Kolkata is urbanizációs problémákkal küszködik, úgy mint a szegénység, a légszennyezés és a forgalmi dugók.
Kolkata forradalmakkal teli történetéről is nevezetes, a nemzeti függetlenségi mozgalomtól a baloldali szakszervezeti mozgalmakig.

## Történet
A város közelében található chandraketugarhi leletek bizonysága szerint a környék már több mint két évezrede lakott. A város írott története azonban 1690-ben kezdődik, amikor a Brit Kelet-indiai Társaság elkezdte konszolidálni a kereskedelmi tevékenységét Nyugat-Bengálban. A város alapítójának hagyományosan Job Charnockot, a Társaság adminisztrátorát tartják, ezt azonban a legújabb kutatások nem erősítették meg. 1702-ben a britek befejezték Fort William építését, amely a csapatok helyi bázisául szolgált. Kalkuttát elnökségi várossá (Presidency City) nevezték ki, később a bengáli elnökség (Bengal Presidency) székhelye lett.
Mivel gyakran összeütközésbe kerültek a franciákkal, a britek 1756-ban fejleszteni kezdték az erődjeiket. Amikor Siraj-Ud-Daulah bengáli náváb militarizációellenes tiltakozását figyelmen kívül hagyták, megtámadta és elfoglalta Fort Williamet, a gyarmati arisztokrácia tagjainak tucatjait Fort William szűk börtönébe záratta, ahol másnapra kb. negyvenen megfulladtak. Ez volt a hírhedt „fekete lyuk incidens” (Black Hole incident). A Társaság szipojaiból és brit katonákból álló katonai alakulat, melyet Robert Clive vezetett, a következő évben visszafoglalta a várost. 1772-ben Kolkatát a Brit India fővárosának nevezték ki, bár 1864-től kezdődően minden nyáron áthelyezték azt Simlába, a hűvös hegyi városkába. Ebben az időben kezdték meg a környező mocsarak lecsapolását és a kormányzati negyed kiépítését a Hugli folyó partján.
Nagy részben Richard Wellesley főkormányzó (1797–1805) érdeme a város növekedése és a középületek fejlesztése, ami miatt a város a Paloták Városa nevet kapta. A város volt a központja a Brit Kelet-indiai Társaság ópiumkereskedelmének is a 18–19. században. A helyben termelt ópiumot elárverezték, majd Kínába szállították. A 19. század elejére Kolkata két elkülönült területre oszlott, az egyikben (White Town – Fehér Város) a britek, a másikban (Black Town – Fekete Város) a helyiek éltek. A fekete város nyomora már akkoriban is elképesztő méreteket öltött. Az 1850-es években a város ipara gyors fejlődésnek indult, különösen a juta- és a textilipar. Ennek hatására a britek jelentősen fejleszteni kezdték az infrastruktúrát: vasutakat és távírókat létesítettek. A brit és az indiai kultúra összefonódása a városi indiaiak új bábu megtisztelő címmel szólított osztályának kialakulásához vezetett, melynek tagjai gyakran hivatalnokok vagy szakemberek voltak, többnyire angolbarátok, akik újságot olvastak, és általában magasabb kasztokba tartozó hindu közösségekhez tartoztak.
A 19. század folyamán véghezvitt társadalmi-kulturális reformok, az úgynevezett bengáli reneszánsz, a köznép általános felemelkedéséhez vezetett. 1883-ban Surendranath Banerjea nemzeti konferenciát szervezett, amely első volt a maga nemében a 19. századi Indiában. Kolkata fokozatosan az indiai függetlenségi mozgalom központjává vált, különösen a forradalmi szervezetek tekintetében. Bengália 1905-ös közösségi alapokon történt kettéosztása széles körű tiltakozásokhoz, valamint a brit áruk bojkottjához vezetett (Swadeshi mozgalom). Ezek az események, valamint a város adminisztráció szempontjából kedvezőtlen elhelyezkedése India keleti szélén arra ösztönözte a briteket, hogy 1911-ben a fővárost Delhibe helyezzék át.
A II. világháborúban a város kikötőjét kétszer is bombázta a japán császári hadsereg. Amikor 1943-ban az élelmiszer-tartalékokat a szövetséges csapatoknak juttatták, éhínség tört ki, melynek következtében több millió bengáli meghalt. 1946-ban a muzulmán állam létrehozását követelő csoportok erőszakhullámot okoztak, melyben 2000 ember halt meg. India felosztása 1947-ben szintén véres erőszakhoz vezetett, melynek során jelentős demográfiai változások történtek. Pandzsáb és Nyugat-Pakisztán között nagyjából azonos létszámú lakosság cserélődött ki, Bengálba viszont mintegy 4 millió hindu érkezett Kelet-Bengálból. Az úgyis túlzsúfolt kolkatai nyomornegyedekben éhínség uralkodott, aminek számtalan áldozata volt.
Az 1960-as és 1970-es években – áramszünetek, sztrájkok és az erőszakos naxalita marxista mozgalom hatására – nagyban romlott a város infrastruktúrája, amely a gazdaság stagnálásához vezetett. 1971-ben az India-Pakisztáni háború során több ezer menekült érkezett Kalkuttába, amely szintén jelentősen megterhelte a város infrastruktúráját. Az 1980-as évek közepén Mumbai (régebben Bombay) megelőzte Kalkuttát lakosságszám tekintetében. Kolkata az indiai kommunizmus erős bázisa, mivel Nyugat-Bengált három évtizede a világ leghosszabb ideje működő demokratikusan választott kommunista kormánya, a CPI(M) párt dominálta Baloldali Front (Left Front) uralja.
Az 1990-es évek közepén központilag bevezetett indiai gazdasági reformok hatására a város gazdasága fejlődésnek indult. 2000 óta az információtechnológiai (IT) szolgáltatások új életet leheltek a város stagnáló gazdaságába. A gyáripar szintén fejlődésnek indult.

## Éghajlata
Az éves átlaghőmérséklet 26,9 °C, az éves csapadék 1614 mm. A legmelegebb hónap május, átlagosan 30,8 °C, a leghidegebb a január, 20,1 °C átlaghőmérséklettel. A csapadék zöme a monszun időszakban hullik le, akkor is a legtöbb július-augusztusban, míg a legkevesebb télen, decemberben és januárban esik.
| Hónap                         | Jan. | Feb. | Már. | Ápr. | Máj. | Jún. | Júl. | Aug. | Szep. | Okt. | Nov. | Dec. | Év   |
| ----------------------------- | ---- | ---- | ---- | ---- | ---- | ---- | ---- | ---- | ----- | ---- | ---- | ---- | ---- |
| Átlagos max. hőmérséklet (°C) | 26,0 | 29,0 | 33,7 | 35,7 | 35,5 | 33,7 | 32,0 | 31,8 | 32,0  | 31,7 | 29,3 | 26,4 | 31,4 |
| Átlagos min. hőmérséklet (°C) | 13,7 | 16,6 | 21,4 | 24,9 | 26,1 | 26,5 | 26,2 | 26,1 | 25,9  | 23,9 | 18,8 | 14,2 | 22,0 |
| Átl. csapadékmennyiség (mm)   | 13   | 26   | 33   | 51   | 126  | 282  | 340  | 333  | 277   | 139  | 24   | 6    | 1651 |
| Napi napsütéses órák száma    | 9    | 9    | 9    | 9    | 9    | 5    | 4    | 4    | 5     | 6    | 8    | 8    | 7    |
| Forrás:                       |      |      |      |      |      |      |      |      |       |      |      |      |      |

## Gazdasága

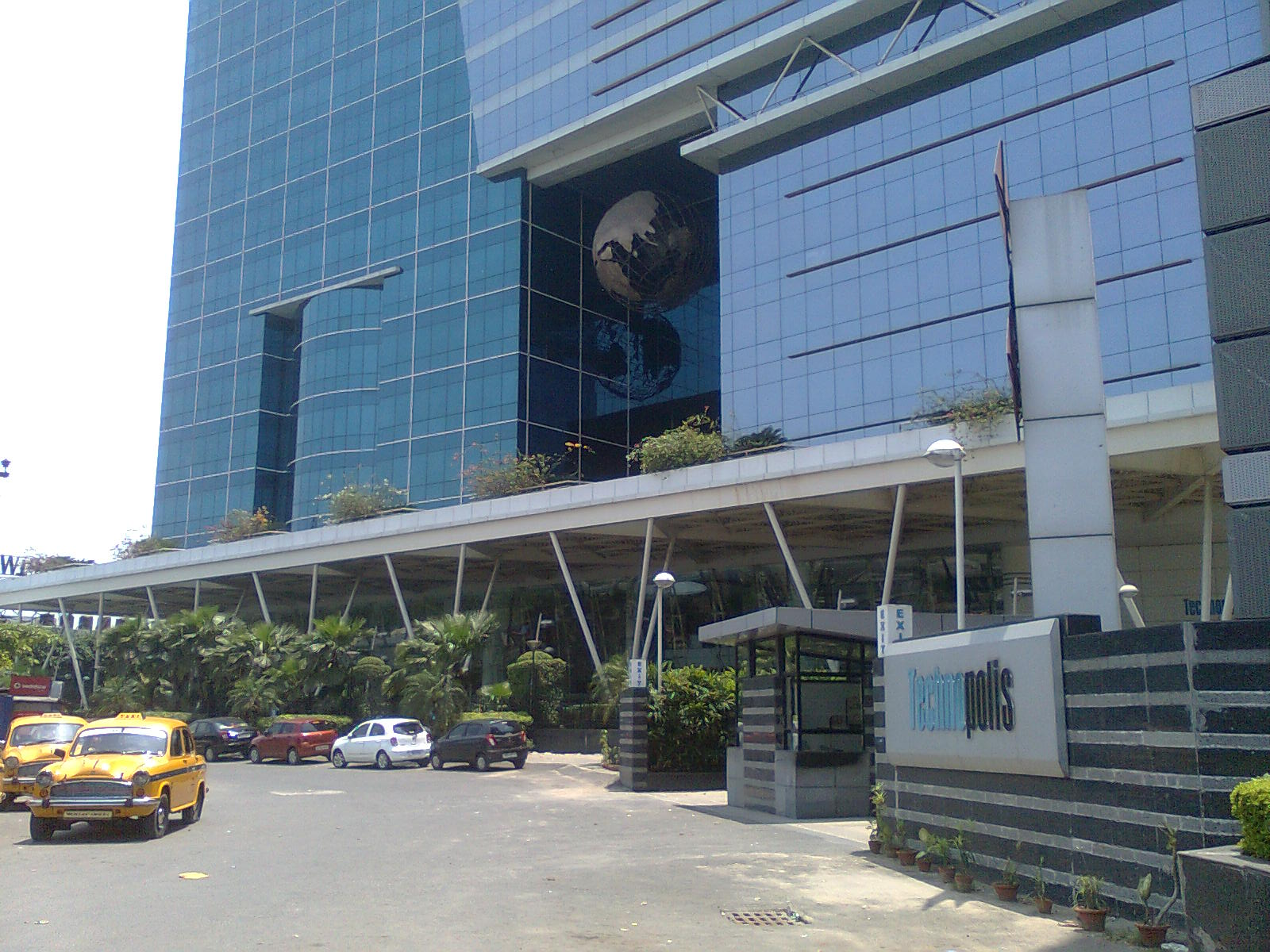
Technopolis (IT-központ és bevásárlóközpont)

1911-ig Brit India fővárosa volt. Ázsia egyik legfontosabb kikötője és kereskedelmi központja volt itt.
Ma a város Kelet-India elsődleges üzleti, kereskedelmi és pénzügyi központja. Ez a város ad otthont India legrégebbi, és India második legfontosabb tőzsdéjének (CSE). Egy forgalmas kikötőnek, egy nemzetközi repülőtérnek és számos nemzeti és nemzetközi hírű főiskolának és intézménynek ad otthont, amelyek magasan képzett munkaerő kiképzését célozzák.
A város környéki területeken ipari növényeket termesztenek, ilyen például a juta. Ennek köszönhetően vált Kolkata textilipari központtá.

## Közlekedés

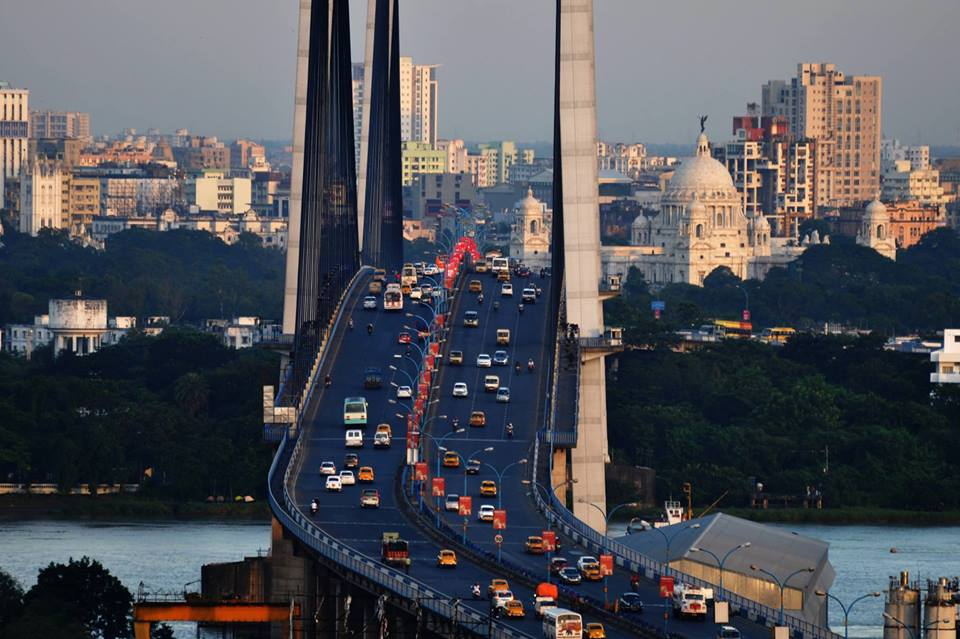
A Haora (Howrah) híd

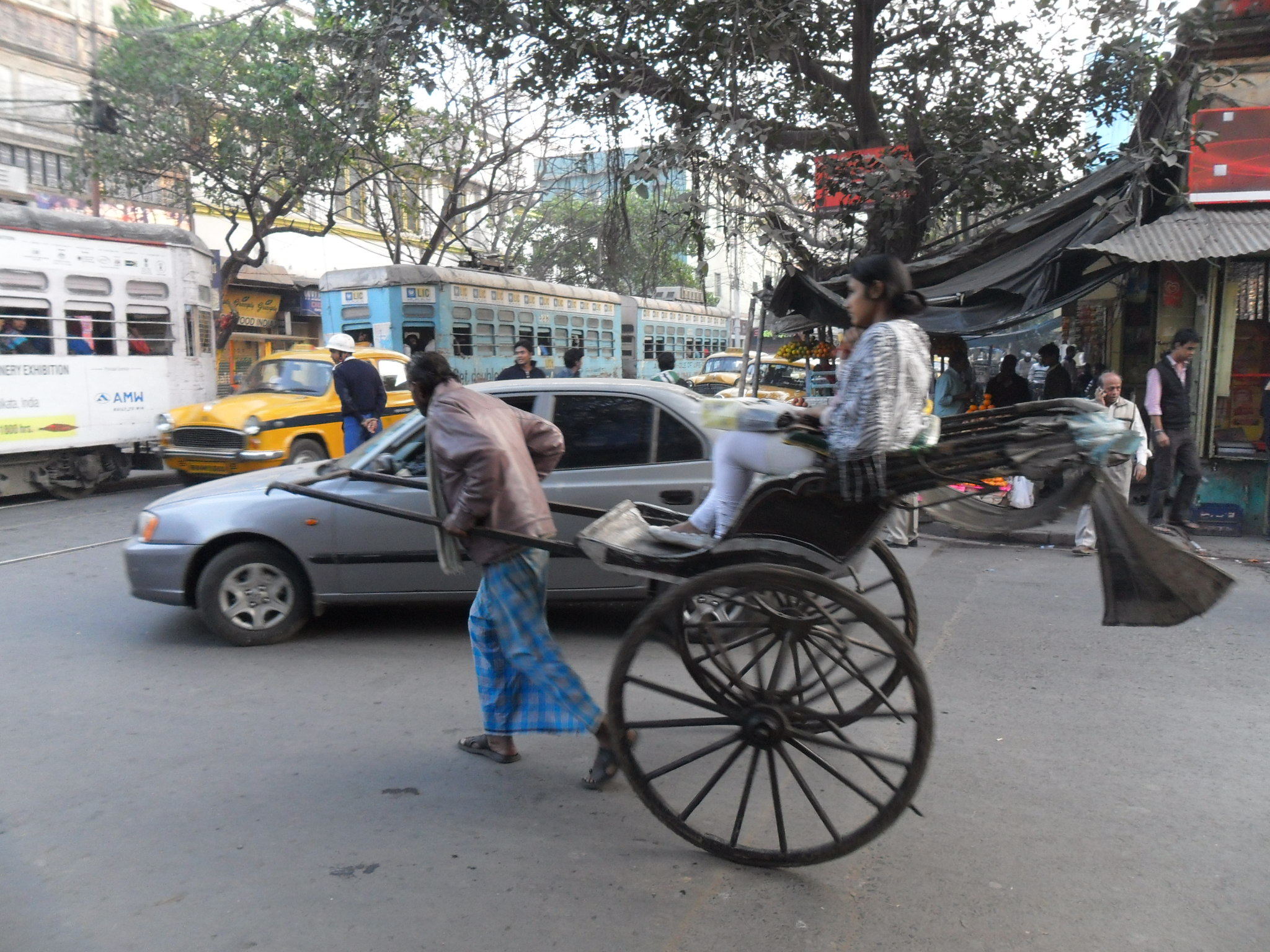
Jellegzetes kalkuttai utca, ember húzta riksával

A városi tömegközlekedés jelentős részét a kolkatai külvárosi vasutak, a metró, valamint a villamos- és buszhálózat biztosítja.  A buszok elterjedtek, egyes járatok állami, mások magánvállalatok irányítása alatt működnek. Kolkata az egyetlen indiai város, amelyben villamoshálózat üzemel.
A bérelhető járművek a sárga színű taxik (többnyire Hindustan Ambassador márkájú autók) és a háromkerekű autóriksák. Egyes városrészekben kerékpár-riksákkal és kézzel húzott riksákkal is utazhatunk.

### A kolkatai metró
A kolkatai metró a legrégibb földalatti közlekedési rendszer Indiában; a Húgli folyóval párhuzamosan halad a város északi és déli területeit összekötve 16,45 km szakaszon.

#### A kolkatai metró magyar vonatkozásai
A HCC-vel (Hindustan Construction Company) kötött szerződéseknek megfelelően előbb tanácsadóként, később építésvezetőként az első indiai metró építését Klados Gusztáv, Szőllőssy Gábor, Molnár György vezették. A kolkatai metró 1A, 3B, és 4B szakaszának alagútfúrásos technológiával készült részének kivitelezését magyar szakemberek irányították.

### Vasút
A külvárosi vasúthálózat kiterjedt és nagy területet fed le.
Kolkatában két fő vasúti pályaudvar található: a Howrah és a Sealdah. A harmadik pályaudvart Kolkata névvel 2006-ban avatták fel. A városban található az Indiai Vasutak két nagy részlegének – az Eastern Railway és a South Eastern Railway – központja is.

### Légi
A város egyetlen repülőtere a Netádzsi Szubhás Csandra Bosz nemzetközi repülőtér, ami Dum Dum nevű külvárosban épült fel a városközponttól északkeletre. Nemzetközi és belföldi járatokat is működtet.

### Vízi
Kolkata jelentős kikötőváros. A Kolkata Haldia dokkokat a Kalkutta Port Trust üzemelteti.

## Demográfia
| Népsz. éve              | Fő         | Vált. %± |
| ----------------------- | ---------- | -------- |
| 1981                    | 9,194,000  | —        |
| 1991                    | 11,021,900 | 19.9%    |
| 2001                    | 13,114,700 | 19.0%    |
| 2011                    | 14,112,536 | 7.6%     |
| Forrás: Census of India |            |          |

A város népességének változása (elővárosok nélkül):
| Lakosok száma | 12 000 | 45 000 | 229 000 | 612 307 | 847 796 | 1 163 771 | 2 548 677 | 3 148 746 | 4 399 819 | 4 496 694 |
|               | 1710   | 1757   | 1839    | 1881    | 1901    | 1931      | 1951      | 1971      | 1991      | 2011      |

2001-ben a város lakossága közel 4,5 millió fő volt, de agglomerációval együtt több mint 13 millió. A nemek szerinti megoszlás alacsonyabb a nemzeti átlagnál: 828 nő jut 1000 férfira, mivel egyrészt sok vidéki férfi költözött be a városba, a családot hátrahagyva, másrészt India szerte jóval alacsonyabb a nők aránya.
Kolkatában az írni-olvasni tudók aránya 80,86%, amely magasabb a nemzeti átlagnál (64,8%). Az ENSZ 2016-os becslése alapján a város lakossága 2030-ban mintegy 20 millió fő lehet.

### Etnikumok
Kolkata lakosságának zöme bengáli, a kisebbségek nagyobb része marvali és bihári. Jelentős számban élnek a városban kínaiak, tamilok, asszámiak, gudzsarátiak, örmények, angolok, tibetiek, mahárástráiak, pandzsábik, malajálik.
A fő beszélt nyelvek a bengáli, a hindi, az angol, az orija és a bhodzspuri.

### Vallás
A 2001-es népszámlálás szerint a lakosság 77,68%-a hindu, 20,27%-a muszlim.
Az elenyésző maradék: 0,88% keresztény és 0,75% dzsaina vallású. Ezen kívül szikhek, buddhisták, zsidók és zoroasztriánusok élnek a városban.

## Kultúra

Victoria-emlékmű

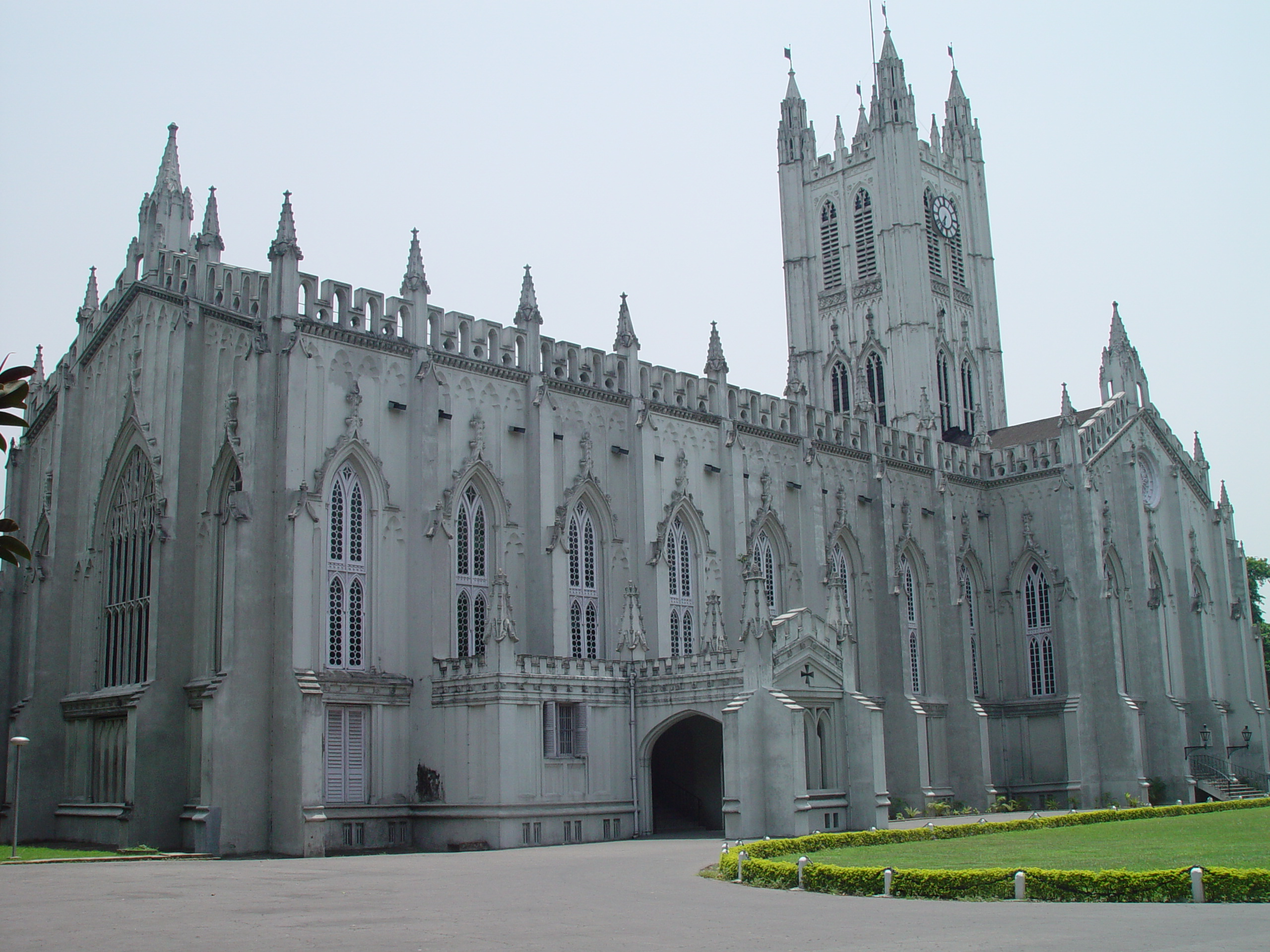
A Szent Pál-katedrálist a britek építették

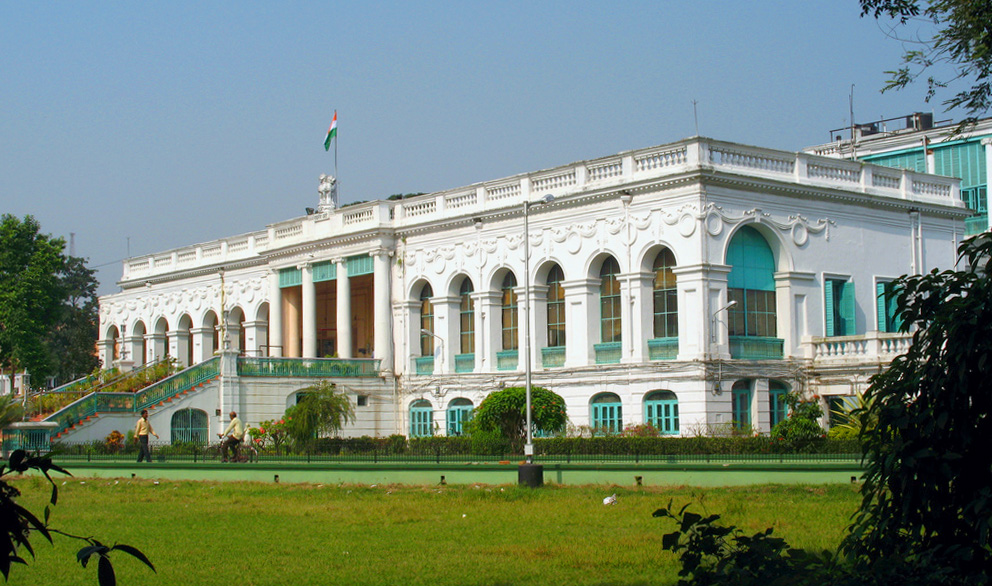
Nemzeti Könyvtár

Kolkata nevezetes az irodalmi, művészeti és forradalmi múltjáról. India korábbi fővárosaként Kolkata volt a modern indiai irodalom és művészet szülőhelye. A kolkatai lakosok általában különleges lelkesedéssel beszélnek az irodalomról és a művészetekről. A város a mai napig India kulturális fővárosa. 29 színház, 33 múzeum, 42 mozi, és 114 média található benne.
Az 1814-ben épült Indiai Múzeum (Indian Museum) a legrégibb ázsiai múzeum, melyben India természetföldrajzának és művészetének kiterjedt gyűjteményét őrzik.

### Építészet
Kalkuttában számos gótikus, barokk, román, keleti és indo-iszlám (mogul) stílusjegyekkel díszített épület található. Az úgynevezett Paloták városa koloniális épületekben bővelkedik. A korszakból származó épületek egy részét jól karbantartják – számos védett közülük –, mások azonban leromlott állapotban vannak.

### Látványosságok
A város egyik fő látványosságában, a Victoria emlékműben található múzeum a város történetét mutatja be. Az Indiai Nemzeti Könyvtár (National Library of India) India legnagyobb nyilvános könyvtára. A Szépművészeti Akadémia (Academy of Fine Arts) és más galériák rendszeresen szerveznek kiállításokat.

### Zene
A város nevezetes az indiai klasszikus zenéről és bengáli népzenéről (baul) is.

## Sport

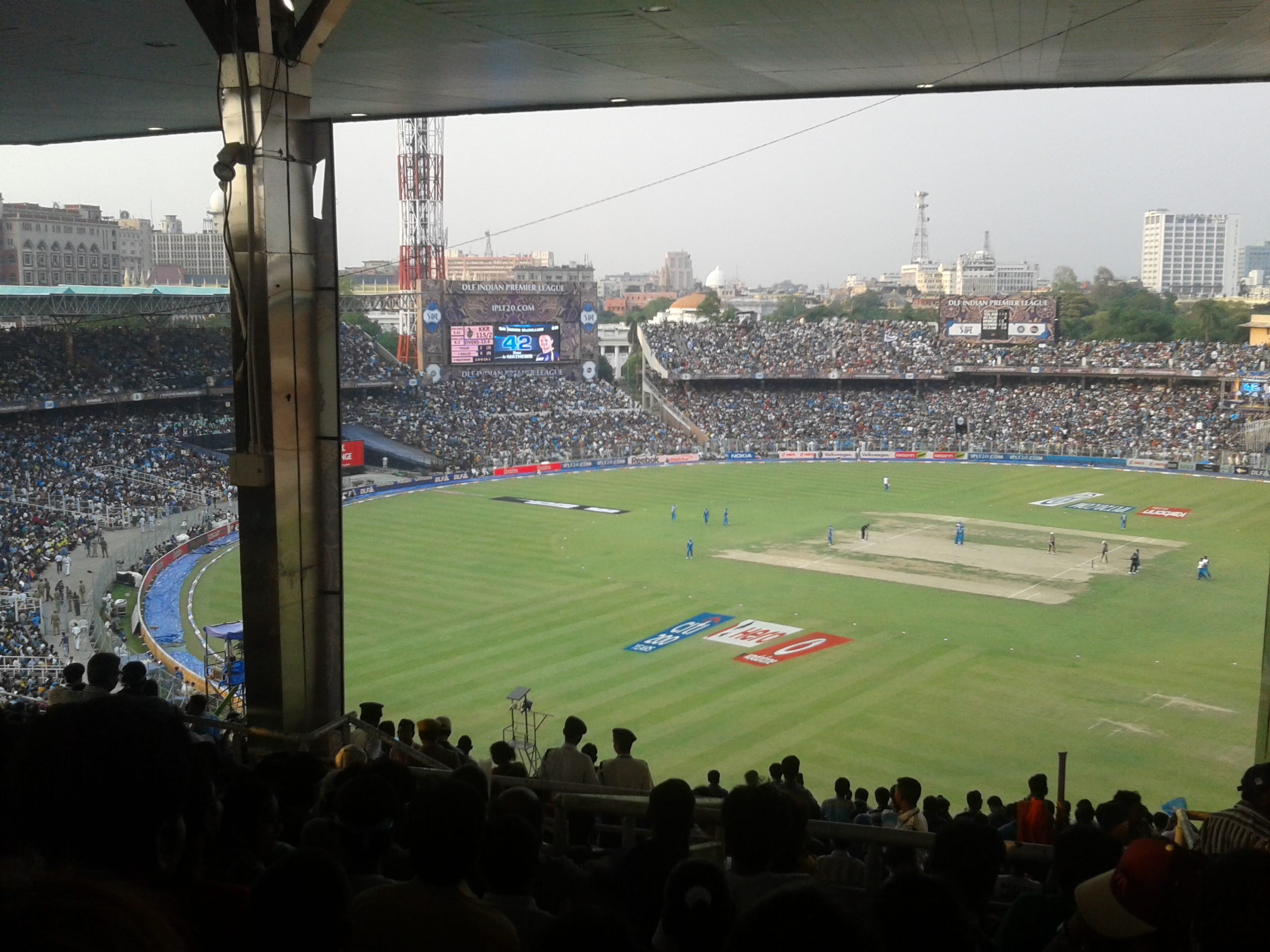
Krikettmérkőzés az Eden Gardensben

Ahogy India legnagyobb részén, itt is rendkívül népszerű sport a krikett.
A Kolkata Knight Riders az IPL bajnokság egyik meghatározó csapata, otthona az Eden Gardens stadion.

## Testvérvárosai
- Long Beach,  Amerikai Egyesült Államok
- Dallas,  Amerikai Egyesült Államok
- Jersey City,  Amerikai Egyesült Államok
- Odessza,  Ukrajna
- Dakka,  Banglades
- Szaloniki,  Görögország
- Nápoly,  Olaszország
- Karacsi,  Pakisztán
- Incshon,  Dél-Korea
- Kunming,   Kína

## Híres lakosai
- A. C. Bhaktivedánta Szvámi Prabhupáda
- Rabindranáth Tagore
- Kalkuttai Szent Teréz
- Szvámi Vivekanda
- Sri Aurobindo
- Satyendra Nath Bose
- Paramahansza Jógánanda
- Rám Mohan Ráj